# Manuel Aguilar Chacón
Pour les articles homonymes, voir Aguilar.
Manuel Aguilar Chacón (né le 12 août 1797 à San José – mort le 7 juillet 1846 à Sonsonate), est un homme d'État, président du Costa Rica d’avril 1837 à mars 1838.

## Source
- (en) Cet article est partiellement ou en totalité issu de l’article de Wikipédia en anglais intitulé « Manuel Aguilar Chacón » (voir la liste des auteurs).